# Kazár Tibor
Kazár Tibor (1888 – ?) labdarúgó, kapus.

## Pályafutása
1906 márciusában mutatkozott be az ÚTE csapatában. Bajnoki debütálása ugyanebben az évben szeptember 23-án volt a BAK ellen, ahol csapata 3–1-es győzelmet aratott. Tagja volt az 1911–12-es idényben másodosztályú bajnoki címet szerző csapatnak. 1916–17-es idényben az első bajnoki érmet – bronzérmet - szerző csapat első számú kapusa volt. Az 1918–19-es idényben lépett utoljára pályára.

## Sikerei, díjai
- Magyar bajnokság
  - 3.: 1916–17
- Magyar bajnokság – NB II
  - bajnok: 1911–12